# Mont-l'Évêque
 Mont-l'Évêque  es una población y comuna francesa, en la región de Picardía, departamento de Oise, en el distrito de Senlis y cantón de Senlis.

## Demografía
| 445 | 432 | 401 | 387 | 494 | 480 |
| Para los censos de 1962 a 1999 la población legal corresponde a la población sin duplicidades (Fuente: INSEE [Consultar]) |     |     |     |     |     |